# Xã Morse, Quận St. Louis, Minnesota
Xã Morse (tiếng Anh: Morse Township) là một xã thuộc quận St. Louis, tiểu bang Minnesota, Hoa Kỳ. Năm 2010, dân số của xã này là 1.213 người.